# FIFA Online 2
 (octobre 2019).
Si vous disposez d'ouvrages ou d'articles de référence ou si vous connaissez des sites web de qualité traitant du thème abordé ici, merci de compléter l'article en donnant les références utiles à sa vérifiabilité et en les liant à la section « Notes et références ».
FIFA Online 2 est un jeu vidéo développé par Electronic Arts et édité par IAH Games. Il est sorti en 2006 sur PC.
Le jeu propose un mode en ligne qui permet de défier d'autres joueurs.